# Adonis d'été
Espèce
Classification phylogénétique

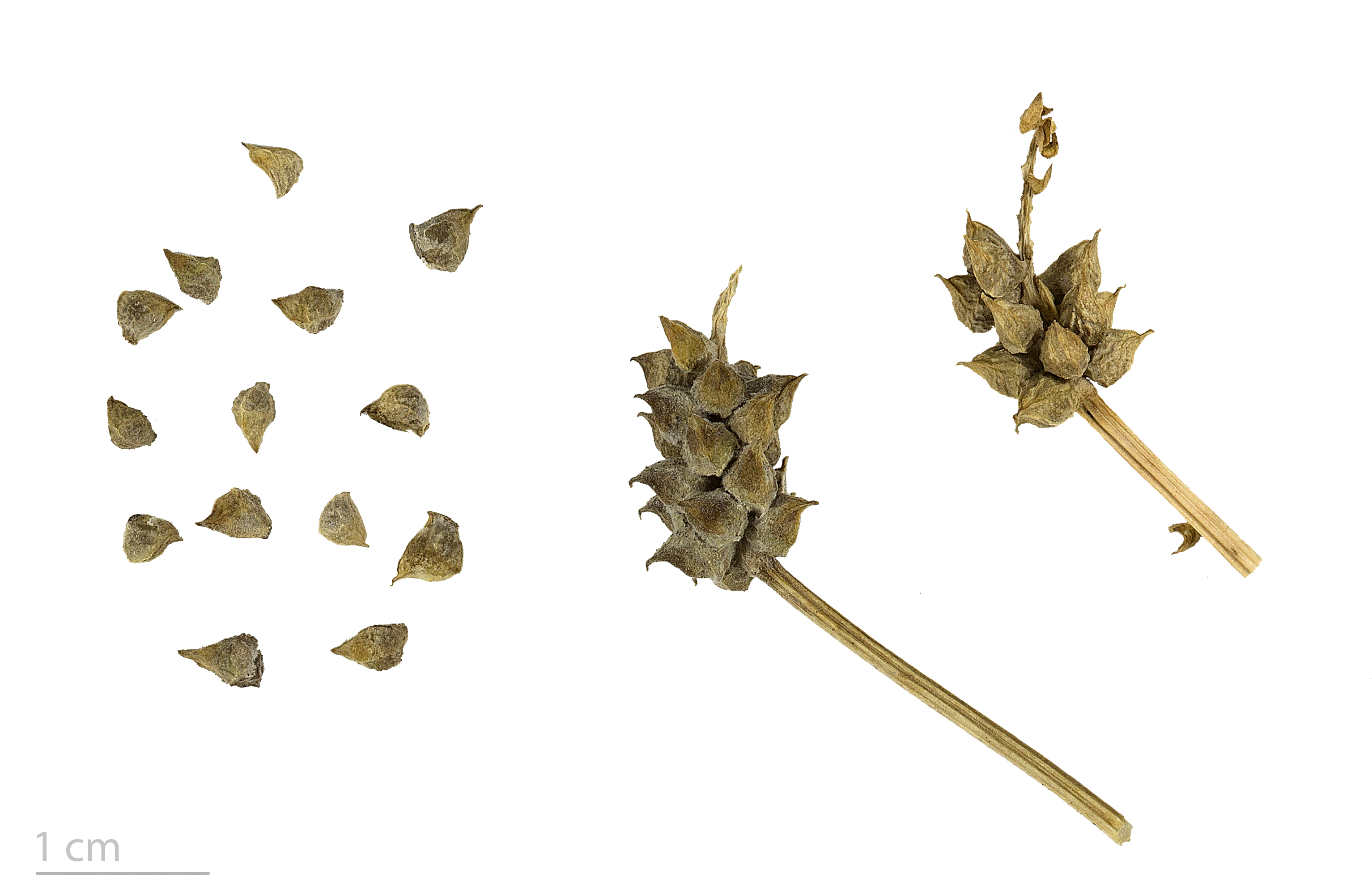
Adonis aestivalis au Muséum de Toulouse.

L'adonis d'été (Adonis aestivalis), localement appelé « goutte de sang » ou « œil de faisan » est une espèce de plantes à fleurs de la famille des Ranunculaceae. C'est une plante herbacée annuelle originaire d'Eurasie.

## Description

### Appareil végétatif
Cette plante herbacée mesure de 20 à 50 cm de hauteur, mais peut atteindre un mètre. La tige creuse porte des feuilles très découpées, pétiolées à la base, sessiles au sommet. Ces feuilles sont multifides, c'est-à-dire découpées en nombreuses lanières étroites. La racine est pivotante, fibreuse.

### Appareil reproducteur
La floraison a lieu entre mai et juillet.
Sa fleur est couleur de minium, ou orange, parfois jaune et plus rarement, rouge vif. Elle mesure de 1,5 à 3,5 cm de diamètre. Les cinq sépales mesurent de 8 à 10 mm. Les pétales, dont le nombre varie de 6 à 8, mesurent de 10 à 47 mm. La base des pétales portent une tache sombre en arc de cercle qui forme, avec celle des pétales voisins, un anneau complet au centre de la fleur. L'androcée est composé d'une trentaine d’étamines, aux anthères d'abord noir violacé tournant au brun-olivâtre avec l'âge. Le gynecée comporte de 30 à 40 carpelles.
Les pétales de la corolle comportent des sillons nanométriques donnant une iridescence : ces sillons agissent comme un réseau de diffraction qui décompose la lumière blanche (comme le spectre lumineux formé par un prisme ou les irisations à la surface d'un CD) et reflète avant tout les rayons bleus et ultraviolets. L'Adonis, comme de nombreuses plantes, n'a pas la capacité génétique et biochimique de produire des pigments dans le spectre bleu à ultraviolet. Elle crée ainsi cette iridescence afin d'attirer les pollinisateurs grâce à un guide à nectar.
Les fruits sont des akènes brun-jaunâtre de forme vaguement pyramidale, de 2 à 4 × 3,3 à 4 mm, portant des crochets généralement plus longs du côté opposé à la pointe de la pyramide, et un "bec" sur la pointe de la pyramide.

## Toxicité
L'adonis d'été est très toxique. Elle contient un poison appelé adonidotoxine accompagné d'un dérivé coumarinique appelé vernadin. Ingérée fraîche, elle provoque de violentes coliques et une diarrhée rebelle à tout traitement. L'issue de cette intoxication est généralement la mort par épuisement[réf. nécessaire].

## Habitat et répartition
L'adonis d'été vit essentiellement sur terrains calcaires. Elle se rencontre souvent dans les moissons qu'elle agrémente de ses fleurs vivement colorées. Elle pousse aussi sur les bords de route ou sur les terrains incultes.
Native d’Eurasie, on la trouve dans la partie médiane et sud de l'Europe et dans l'ouest et le centre de l'Asie. Elle a été introduite sur d’autres continents, notamment en Amérique du Nord : elle a été signalée aux États-Unis, où elle pousse jusqu'à 2 400 m  d’altitude, dans les états Californie, Idaho, Montana, Oregon et Utah. Elle est présente en Afrique du Nord.

## Nomenclature et systématique

### Taxonomie
Cette espèce a été décrite scientifiquement pour la première fois par Carl von Linné en 1762.

### Variétés
Deux variétés sont généralement reconnues:
- Adonis aestivalis var. aestivalis
- Adonis aestivalis	var. parviflora

Mais certains auteurs leur confère un statut de sous-espèce et parfois considèrent comme valide l'existence d’autres variétés ou sous-espèces.

### Appellations en Français
Le nom adonis d'été est lié à sa période de floraison, souvent associée aux moissons.
Les fleurs, souvent rouges, lui ont fait donner par les gens de la campagne le nom de "goutte de sang", nom attribué également à l'adonis d'automne (Adonis annua). L'anneau noir au centre de la fleur a valu à cette plante la dénomination de "Œil de faisan".

## L'adonis d’été et l'homme

### Statut de conservation

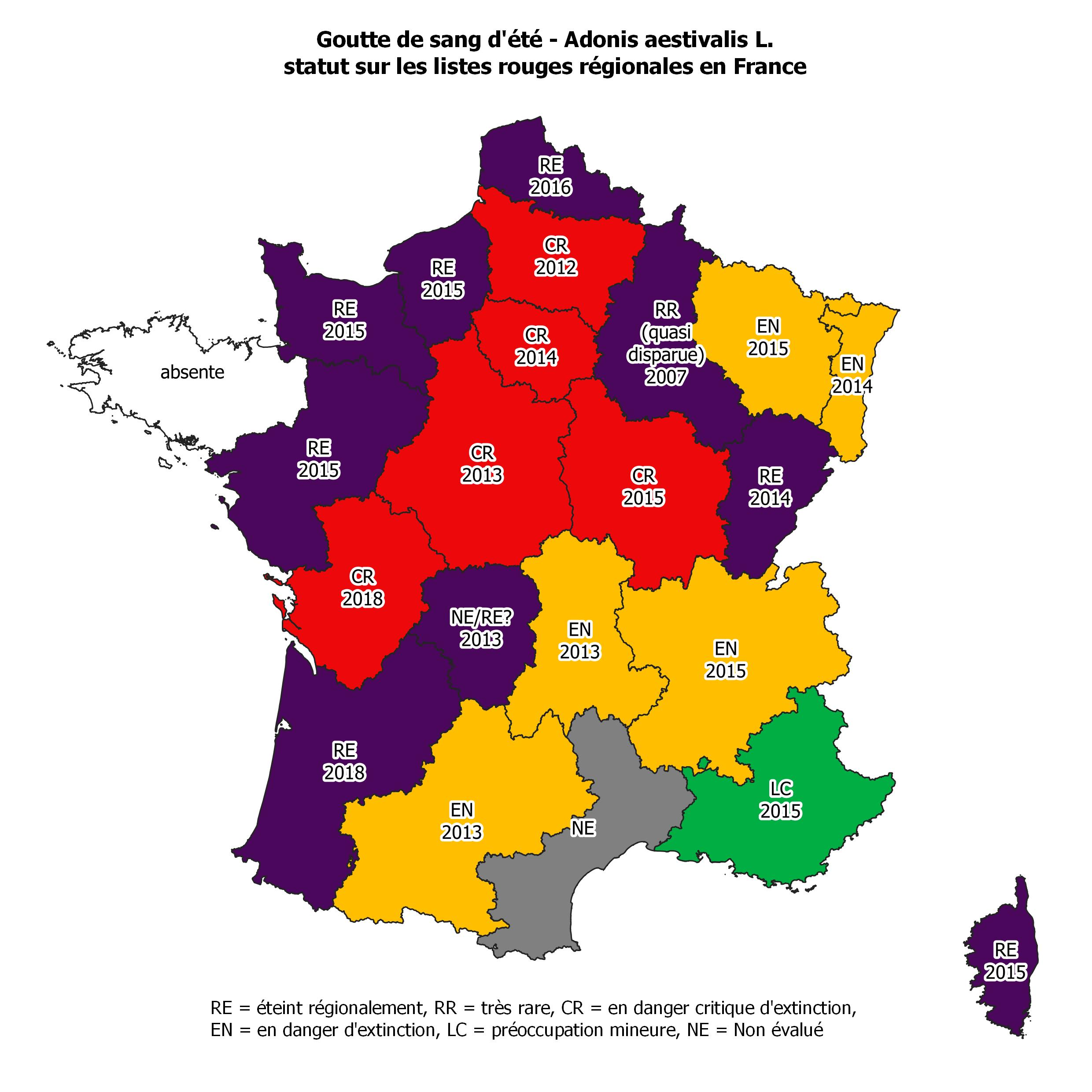

En Belgique, l'adonis d'été est considéré comme éteinte en Région wallonne.
En France, cette espèce est protégée en Alsace, elle est considérée en danger critique d'extinction dans l'ancienne région Bourgogne, Centre, Île-de-France, Picardie et Poitou-Charente et comme éteinte dans l'ancienne région Aquitaine, en Corse, Franche-Comté, Haute-Normandie, Nord-Pas-de-Calais, Pays-de-la-Loire.

### Culture
Une terre légère et saine convient à la culture de l'adonis, qu'il faut disséminer dans les plates-bandes. Le semis, cette plante étant annuelle, est le seul mode de multiplication. On peut l'effectuer en septembre si l'on veut avoir des fleurs de mai à juin ; de mars en mai pour obtenir une floraison un peu plus tardive de juin en juillet. Les graines se ressèment aussi fréquemment d'elles-mêmes.
Un des grands mérites de l'adonis est de pouvoir continuer à fleurir dans l'eau ou dans la terre humide quand ses tiges ont été coupées. Ces dernières se conservent pendant plusieurs jours. « Au printemps, nous apprend M. de Vilmorin, dès que les premières fleurs se montrent, les jardiniers coupent les rameaux, les réunissent en bouquets qu'ils plantent ensuite dans de très petits pots ; les fleurs s'épanouissent successivement et en grand nombre à la fois. Traitée ainsi, l'adonis goutte de sang forme de petites potées qui peuvent servir à l'ornement des fenêtres et des appartements. »[réf. nécessaire]